# Табела (база података)
У релационим базама података, табела је скуп елемената података (вредност) који су организовани по моделу вертикалних колона (које су идентификоване од стране свог имена) и хоризонталних редова. Табела има одређени број колона, али могу имати и било који број редова. Обично прва колона је примарни кључ, односно значи да та колона једнозначно одређује сваки ред у табели.